# Fritzia muelleri
Fritzia muelleri là một loài nhện trong họ Salticidae. Chúng thuộc chi đơn loài Fritzia, được Octavius Pickard-Cambridge miêu tả năm 1879, thường xuất hiện ở Brazil và Argentina.